# فيلهلم (ولي عهد ألمانيا)
فيلهلم أمير ألمانيا الوراثي (الألمانية:Kronprinz Wilhelm von Preußen؛ 6 مايو 1882 - 20 يوليو 1951)؛ اسمه الكامل فريدرخ فيلهلم فيكتور أوغست إرنست البروسي، هو الابن البكر لـ فيلهلم الثاني أخر أباطرة ألمانيا وزوجته أوغستا فيكتوريا من شلسفيغ-هولشتاين، مع وفاة جده الإمبراطور فريدرخ الثالث أصبح أخر ولي العهد لإمبراطورية الألمانية ومملكة بروسيا اللقب الذي احتفظ به لأكثر من 30 عاماً حتى سقوط الإمبراطورية في 5 نوفمبر 1918، ومع وفاة والده في 1941 أصبح رئيس أسرة هوهنتسولرن.
بعد 1918 تم نفي الأسرة نحو هولندا، استطاع الأمير لاحقاً الرجوع إلى ألمانيا بعد تقديم ضمانات لغوستاف ستريسمان الذي أصبح لاحقاً مستشار ألمانيا بعدم المشاركة في السياسة، ومع ذلك لم يستطيع البقاء بعيداً عن السياسة طويلاً بحيث زاره أدولف هتلر ثلاثة مرات في قصره عام 1926، ثم خلال يوم بوتسدام في 1933، وفي 1935، وانضم أيضا إلى إحدى أحزاب يمينية التي تعارض جمهورية ديمقراطية، وكان مهتماً بفكرة ترشح لمنصب الرئاسة كمرشح يميني ضد باول فون هيندنبورغ في 1932 ومع ذلك منعه والده، أيد فيلهلم صعود هتلر إلى السلطة.:13
ومع وفاة صديقه المستشار كورت فون شلايشر في ليلة السكاكين الطويلة عام 1934 انسحب عن جميع الأنشطة السياسية مع أدركه أن هتلر ليس لديه أية نية في استعادة النظام الملكي، تبردت علاقته معه، حاول العساكر والسلك الدبلوماسي الذين كانوا يريدون استبدال هتلر التقرب منه ومع ذلك رفضهم، ولكن مع محاولة الاغتيال الشائنة في 20 يوليو 1944 وضع هتلر فيلهلم تحت إشراف غيستابو (الشرطة السرية) بحيث كانوا يتطلعون على تحركاته في قصره سيسيلينوف.:11–15
وفي يناير 1945 غادر فيلهلم بوتسدام نحو أوبيرستدورف لعلاج مشاكل في المرارة والكبد، فرت زوجته إليه مع أوائل فبراير وخاصة بعد اقتراب الجيش الأحمر من برلين، ومع نهاية الحرب استولى السوفييت على قصره، تم استخدام القصر لاحقاً من قبل قوات التحالف كمكان اجتماع مؤتمر بوتسدام.:16
ومع نهاية الحرب تم القبض عليه من القوات المغربية الفرنسية في باد، النمسا باعتباره مجرم حرب أثناء الحرب العالمية الأولى ونقل إلى هشينغن، ألمانيا؛ عاش لفترة قصيرة في قلعة هوهنتسولرن قيد الإقامة الجبرية، قبل أن ينتقل إلى منزل صغير الذي توفي فيه بعد إصابته بـ نوبة قلبية، وبعد ثلاثة أيام توفي خصمه أثناء معركة فردان عام 1916 المارشال فيليب بيتان في السجن بفرنسا.
دفن جثة فيلهلم وزوجته في قلعة هوهنتسولرن، وخلفه ابنه الثاني لودفيغ فرديناند أمير بروسيا، فابنه البكر الأمير فيلهلم تخلى عن حقوقه مسبقاً منذ 1933 من أجل زواج مرغنطي وقُتل خلال مشاركته مع الجيش الألماني في معركة فرنسا عام 1940.

## روابط خارجية
- فيلهلم، ولي عهد ألمانيا على موقع IMDb (الإنجليزية)
- فيلهلم، ولي عهد ألمانيا على موقع مونزينجر (الألمانية)
- فيلهلم، ولي عهد ألمانيا على موقع أوليمبيديا (الإنجليزية)